# Éthique (Spinoza)
Pour les articles homonymes, voir Éthique (homonymie).

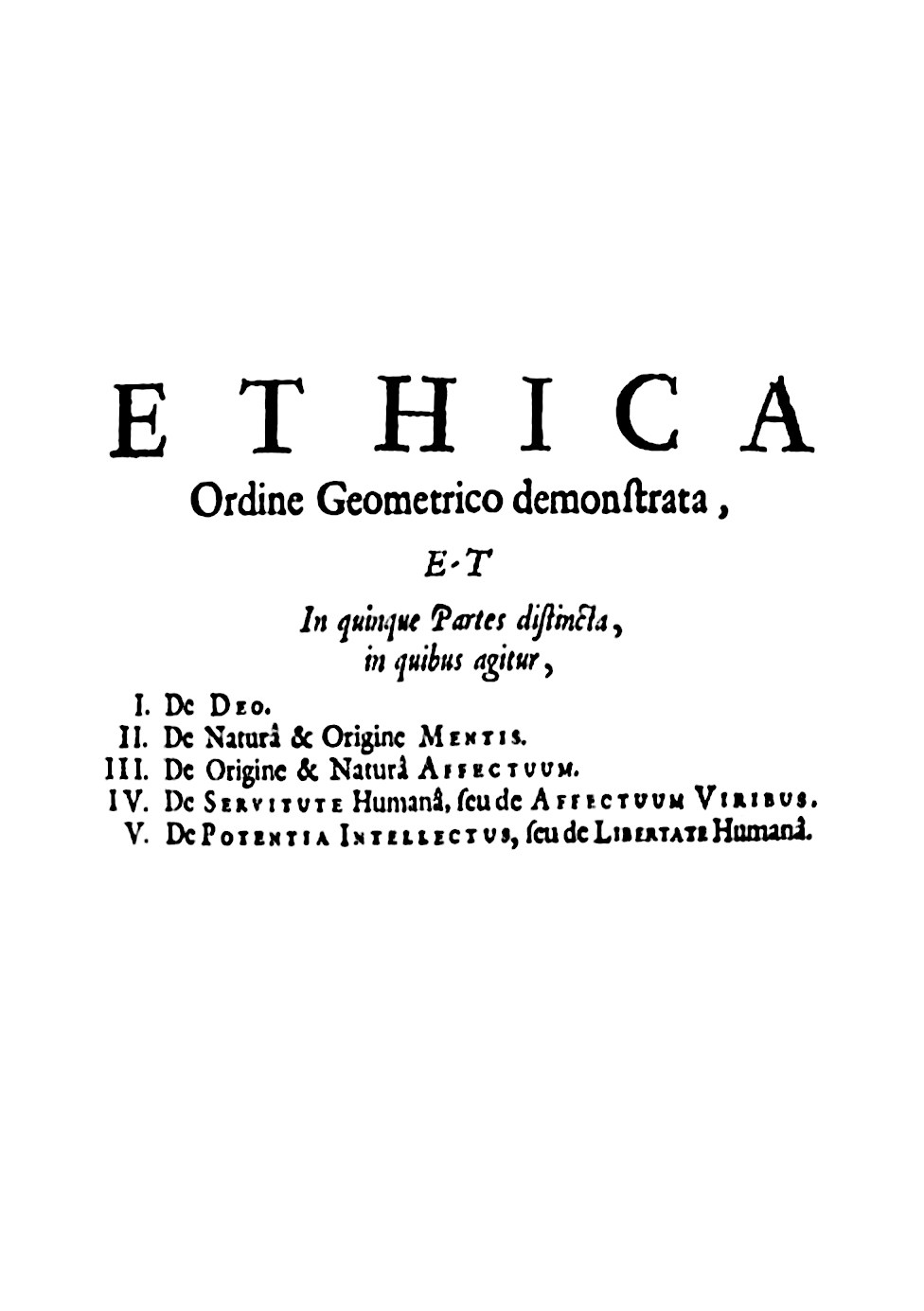
Page de titre de l'édition de 1708.

L'Éthique (en latin : Ethica - en forme longue Ethica Ordine Geometrico Demonstrata ou Ethica More Geometrico Demonstrata, littéralement « Éthique démontrée suivant l'ordre des géomètres ») est une œuvre philosophique de Spinoza rédigée en latin entre 1661 et 1675, publiée à sa mort en 1677 et interdite l'année suivante. Il s'agit sans doute de son ouvrage le plus connu et le plus important : son influence, entre autres sur les penseurs français, va grandissant depuis les années 1930.
La réflexion suit un cheminement qui part de Dieu pour aboutir à la liberté et la béatitude. Son projet relève ainsi de la philosophie pratique car le philosophe invite l'homme à dépasser l'état ordinaire de servitude vis-à-vis des affects pour s'émanciper et à connaître le bonheur au moyen d'une connaissance véritable de Dieu, identifié à la nature, et de la causalité. Il récuse la notion de libre arbitre, conjuguant un déterminisme causal intégral et la possibilité de la liberté.
Le texte est réputé d'un abord difficile en raison de son écriture qui s'apparente davantage à un traité mathématique à la manière des Éléments d'Euclide qu'à un essai littéraire. Comme son titre complet l'annonce, l'Éthique se veut « démontrée suivant l'ordre des géomètres », c'est-à-dire à la manière des mathématiques.

## Composition et écriture du texte
Spinoza entreprend d'élaborer un texte synthétisant sa pensée philosophique dès le début de son parcours intellectuel. Le Court traité, redécouvert en 1852, présente un plan similaire à celui de l’Éthique en traitant successivement de Dieu, de l'homme et de la béatitude. Le texte définitif, qui comprend cinq parties et de plus amples développements anthropologiques, est rédigé entre 1670 et 1675 et publié de manière posthume. Une précédente version de l’Éthique, écrite entre 1660 et 1665, est également évoquée dans la correspondance du théoricien mais n'a pas été retrouvée.
Le sous-titre de l'Éthique annonce le recours à une méthode géométrique, comme le texte en possède l'apparence par l'articulation des propositions, définitions, démonstrations, lemmes et axiomes. Le texte comporte cependant une partie discursive, par les scolies, les préfaces et les postfaces, qui rappellent les enjeux du propos et montrent que Spinoza ne cherche pas à élaborer une philosophie mathématique mais s'en sert de modèle de déduction.
L'idée d'appliquer une méthodologie inspirée de la géométrie en dehors de ce domaine se retrouve chez d'autres penseurs, mais seul Spinoza l'applique avec rigueur pour un tel sujet. Par exemple, Descartes s'y réfère dans l'Abrégé géométrique des Réponses aux secondes objections sans lui reconnaître sa pertinence pour les objets métaphysiques, Geulincx y recourt pour la logique et Alain de Lille l'utilise mais en affirmant l'impossibilité de définir Dieu.
Cette originalité vaut également par rapport aux autres œuvres de Spinoza : elles n'emploient pas ce style démonstratif. Francis Kaplan affirme cependant qu'il échoue dans son entreprise : ainsi la démonstration de la proposition 7, relative à la cause de l'essence de Dieu, est circulaire ; ou la définition 1 ne respecte pas les critères d'une définition, à savoir que le défini ne doit être « constitué que par un mot ou un ensemble de mots tel que le sens de l'ensemble ne soit pas la résultante de la combinaison du sens de chacun des mots ». Si Kaplan conteste l'approche d'Alain, qui reconnaît la force des propositions indépendamment de leurs preuves, il souligne cependant que chaque philosophie comporte ses failles et que celles-ci ne manifestent pas tant une négligence de Spinoza que les faiblesses d'une thèse. Ce en quoi l'Éthique nous permet d'en juger les conséquences.
Le contenu philosophique de l'œuvre ne s'apparente pas à un traité de morale mais bien à une éthique. Le moraliste se place en surplomb pour juger du bien et du mal alors que Spinoza affirme que ces notions n'existent pas en dehors de l'homme, que la conscience ignore les causes qui la traverse et affirme le caractère primordial de la vie sur les passions tristes pour déterminer le cours de l'existence. Deleuze explique que Spinoza se livre à une éthologie plus qu'à une axiologie en analysant les êtres selon leurs potentialités, du pouvoir d'affecter et d'être affecté.

## Résumé et analyse

### Ontologie immanente
Pour asseoir sa démonstration sur des bases solides, Spinoza commence sa réflexion par une théorie de l'être. Si la première partie laisse supposer un développement théologique de par son titre, il s'agit bien d'une considération sur le réel, Dieu étant défini comme « une substance consistant en une infinité d'attributs, dont chacun exprime une essence éternelle et infinie ». Il n'existe qu'une substance qui se décline en un nombre inépuisable d'attributs et de modes, une unique réalité autonome, cause d'elle-même, éternelle et régie par la nécessité.
Le Dieu de Spinoza ne possède ainsi ni affections humaines, ni intellect, ni volonté, autant d'attributs finis et contradictoires avec l'idée de substance. Il ne s'agit pas d'une entité capable de modifier les propriétés du triangle ou d'agir sur le réel selon son bon plaisir. Cette approche rompt avec les ontologies classiques parce qu'elle ne hiérarchise pas des niveaux de réalité. Tout ce qui est provient du développement des causes immanentes de Dieu. La substance s'actualise de manière dynamique, dans le temps et dans l'espace, parce que la production est immanente à la substance qui est éternelle. Cette causalité se comprend à la fois comme une « nature naturante », c'est-à-dire l'ensemble des attributs de l'être, et comme « nature naturée », correspondant à la nature produite, à la totalité des choses singulières.

### Origine des idées

#### Deux attributs connus de l'être
Après avoir examiné les propriétés de la substance, Spinoza en vient à s'interroger sur l'étendue et la pensée, préalable à l'examen de la nature humaine et de sa capacité au bonheur. Robert Misrahi affirme que le substantif latin mēns, mentis, f., tiré de la racine indo-européenne *men- , « penser » et qui donne son nom à la deuxième section de l'ouvrage, doit se traduire par « esprit » et non par « âme », car le texte se démarque de l'idée cartésienne de la dualité de l'homme. En effet, le philosophe hollandais ne considère pas le corps et la pensée comme deux substances séparées. L'esprit humain est la conscience d'une affection extérieure par une corporéité singulière. Cependant Pierre-François Moreau préfère traduire le mot mens par âme car il souligne que Spinoza attribue à la fois les facultés de raisonnement et les affects à la réalité mentale. Le terme « âme », plus général, restreint moins la signification du concept que le mot « esprit ». Pierre Macherey, quant à lui, propose de traduire mens par « régime mental ».
Toute chose pensante est une manifestation d'un attribut de Dieu, de même que toute réalité corporelle correspond à un mode de l'étendue. L'intellect infini de Dieu comprend l'ensemble du pensable, qu'il s'agisse d'idées vraies ou fausses. Ceci explique que pour Spinoza les idées ne proviennent pas des objets qu'elles représentent mais possèdent une réalité par elles-mêmes. L'âme humaine, mode de l'intellect infini de Dieu, est l'idée d'un corps singulier, c'est-à-dire l'équivalent d'un corps sur le plan de la pensée, non pas son maître ou le lien entre ses différentes parties.

#### Théorie de la connaissance
La réalité mentale ne se connaît elle-même que par les affections qui agissent sur ce corps. L'esprit n'existe donc qu'en tant que conscience de soi à travers un corps et tant qu'il forme des idées à travers des impressions corporelles. Spinoza réfute la conception d'une volonté absolue, abstraction née d'une généralisation de volitions particulières. L'intellection se confond avec la volonté : la conceptualisation réside dans l'affirmation d'un contenu intellectuel.
La formation des idées, vraies ou fausses, claires ou obscures, s'explique par l'affection des corps, par l'activité consciente et conceptuelle d'un esprit mû par un corps. De cette proposition découle que « l'ordre et l'enchaînement des idées est le même que l'ordre et l'enchaînement des corps ». Dans la perspective spinoziste, une idée adéquate ne relève pas de la congruence entre une pensée et la chose qu'elle désigne, contrairement aux scolastiques, mais de la cohérence de l'enchaînement causal au sein d'une démonstration. La vérité ne s'acquiert donc pas de manière empirique mais selon une certaine disposition de l'esprit dans l'appréhension des phénomènes. Le philosophe défend ainsi une approche réflexive dans la détermination du vrai. Il affirme que la connaissance par les sens conduit à des généralisations abusives à partir d'impressions contingentes et singulières. La connaissance véritable se développe par la démonstration de propositions à partir de concepts communs. Il démontre cependant à l'aide de cette méthode déductive l'existence d'un troisième genre de connaissance, la science intuitive, qui correspond à la saisie intellectuelle d'un rapport entre l'attribut et l'essence d'une chose, autrement dit le discernement de la nécessité naturelle et universelle qui traverse toute réalité passagère  et isolée.

### Théorie des affects sans jugement moral
Spinoza débute sa théorie des affects par une préface dans laquelle il répond implicitement aux théologiens calvinistes et à Descartes. Il reproche aux premiers leurs préjugés péjoratifs sur les passions et aux cartésiens la croyance en une maîtrise totale de l'âme sur le corps, thèse développée notamment dans Les Passions de l'âme. Puisque rien n'existe en dehors de la nature, il est absurde de penser que les affects ne s'expliquent pas également par des causes naturelles, que l'homme serait un « empire dans un empire ».

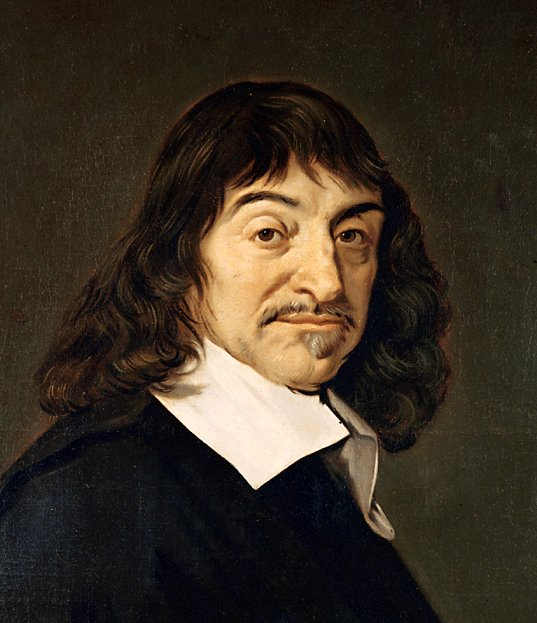
Descartes a également pensé les passions comme une expression conjointe de l'âme et du corps. Spinoza critique cependant l'idée d'une interaction entre ces deux réalités hétérogènes et la conception chimérique d'une volonté absolue.

Les affects sont des diminutions ou des augmentations de la puissance d'agir, ainsi que la conscience de cette modification. Ils expriment l'unité de la corporéité et de l'esprit, même si l'un et l'autre possèdent leurs propres lois. Spinoza introduit la notion de conatus pour théoriser la manière dont l'homme agit sur ses affects. Il n'y a pas de réalité inerte, car toute chose participe de la puissance, du dynamisme interne de la nature, de son actualisation et de son déploiement permanents. Le conatus correspond à ce mouvement : « chaque chose, autant qu'il est en elle, s'efforce de persévérer dans son être ». Cet effort, qui  s'identifie au désir, constitue l'essence de l'homme, mais non son caractère distinctif. Il n'existe pas de différence essentielle, radicale entre l'espèce humaine et les animaux, mais de degré du fait de sa complexité. Le but de l'existence consiste à désirer l'accroissement de la puissance d'exister, donc à être joyeux. En effet, la joie est définie comme « une passion par laquelle l'esprit passe  à une plus grande perfection » c'est-à-dire une plus grande puissance d'agir.
Le désir, expression du conatus dans la conscience, existe en dehors de toute relation à un objet. La persévérance dans l'être précède le choix de ce qui est désiré, et cette préexistence éclaire le fait que Spinoza affirme que « quand nous nous efforçons à une chose, quand nous la voulons, ou aspirons à elle, ou la désirons, ce n'est jamais parce que nous jugeons qu'elle est bonne, mais au contraire, si nous jugeons qu'une chose est bonne, c'est parce que nous nous y efforçons, la voulons, aspirons à elle et la désirons ». Le jugement ne crée pas le désir mais lui succède comme une rationalisation ultérieure.
Le temps, parce qu'il fait intervenir la mémoire, et ainsi la ressemblance entre plusieurs expériences ayant causé amour ou haine, explique la multiplication des affects. Le doute n'est pas le signe d'une suspension d'une volonté souveraine mais le conflit entre deux représentations contradictoires. La complexité du corps et de l’objet rend compte également de la fluctuation psychologique, puisque la diversité de leurs effets comporte aussi bien des motifs réjouissants que haïssables.
À partir des affects fondamentaux que sont la joie, la tristesse et le désir, Spinoza analyse 48 passions symétriques : l'amour est une joie qu'accompagne l'idée d'une cause extérieure, la haine est  une tristesse qu'accompagne l'idée d'une cause extérieure ; l'estime, à l'inverse du mépris, consiste à accorder un surcroît d'importance à quelqu'un par amour ; la cruauté, à l'opposé de la bienveillance, réside dans le désir de nuire à quelqu'un qui nous apitoie ou que nous aimons, etc.

### Impuissance de l'homme

#### Passions tyranniques
Après avoir analysé la composition des affects comme s'il s'agissait de « lignes, de plans ou de corps », c'est-à-dire sans jugement de valeur, Spinoza cherche à comprendre la vie affective du point de vue de l'intérêt du genre humain, qui se caractérise par un état de servitude. Les affects constituent une force qui modèle les aspirations et les états d'âme de l'individu, le contraignant à agir contre son propre bonheur. La passivité et la finitude viennent du fait que chaque composante de la réalité n'existe qu'en interaction avec les autres, dans une relation de dépendance et de nécessité.
Les causes extérieures dépassent de loin la force limitée de l'homme, réduit à un état d'impuissance. Celui-ci se trouve comme étranger à lui-même par les déterminations de ses propres affects, qui eux-mêmes entrent en conflits à l'intérieur d'un individu. La nature se compose de rapports de forces dans lesquelles les choses singulières se heurtent et se détruisent partiellement. Si une idée vraie triomphe d'une idée fausse, cela ne vient pas de sa véracité, mais de sa plus grande force immanente, de son degré de conviction. C'est pourquoi la connaissance seule ne suffit pas à maîtriser les affects.
Cet asservissement est cependant partiel, puisque dans chaque manifestation d'impuissance s'exprime l'affirmation de l'être, et inversement, l'homme ne se débarrasse jamais totalement des forces aliénantes qui l’assujettissent. L'asservissement et la liberté ne constituent ainsi pas des états radicalement séparés mais des pôles opposés ouverts aux nuances et aux degrés.
Selon Spinoza, les notions de bien et de mal découlent des idées de perfection et d'imperfection qui elles-mêmes proviennent de l'activité humaine, de la production. Le caractère achevé, réussi d'une œuvre dépend de l'objectif poursuivi par celui qui la réalise. Juger imparfaite une création de la nature est une extrapolation car celle-ci ne possède pas de modèle préétabli et n'existe que par nécessité. Ainsi, le bien et le mal n'indiquent rien sur les choses en elles-mêmes mais manifestent un jugement selon des critères particuliers et une comparaison entre deux réalités.
De ce point de vue, le bon correspond à ce qui aboutit à la concrétisation d'un projet déterminé, donc à l'utile propre, à ce qui ajoute réellement de la joie à un individu spécifique. La vertu, l'accomplissement des choses bonnes, consiste ainsi dans « la réalisation des lois de sa propre nature », autrement dit dans l'effort pour persévérer dans son être. Du point de vue de la raison, ce qui pousse à une plus grande perfection, c'est l'amélioration de la connaissance, qui est le prérequis pour comprendre les influences extérieures, les moyens de la puissance d'agir. Ce qui permet de lutter contre la tyrannie des passions n'est cependant pas une conscience qui serait une entité surplombant les affects : la reconnaissance intellectuelle de ce qui accroît la puissance d'agir participe du désir, du conatus.
La raison ne peut exiger que l'homme échappe à la finitude mais elle implique la recherche de l'amour réciproque. La poursuite de l'utilité nécessite de prendre en considération l'altérité, qui contient également des aspects positifs et profitables. Les dispositions les plus profondes de la conservation de l’individu justifient la vie en communauté, le passage à la société qui assure une meilleure efficacité dans cette entreprise.
La discordance et la force des passions rendent cependant conflictuelle la coexistence entre les hommes, tentés de se replier sur eux-mêmes, de s'opposer et de s’entre-détruire. La tristesse et la  haine menacent de s'alimenter réciproquement par le biais de l'imagination et des transferts affectifs.
Le bien suprême d'une communauté est logiquement commun à tous. La concordance entre les hommes passe par le partage de principes rationnels. Une conduite vertueuse en vue du bien-être collectif suppose des qualités éthiques : la religio, qui est la pratique de la connaissance de Dieu, ou nature ; la pietas, qui renvoie à l'attention aux autres ; et l'honestas, qui est l'effort pour nouer des liens amicaux. Les notions de justice, de mérite et de propriété découlent de l'intérêt de la société et non du droit naturel.

#### Dimension sociale des affects
Spinoza peut maintenant décrire les affects du point de vue de leur aspect bénéfique ou nocif pour l'homme, pour sa préservation dans le cadre de communautés organisées et paisibles. De nombreuses passions se manifestent par leur ambivalence, comportant à la fois des aspects néfastes et avantageux. La joie, bonne d'un point de vue abstrait, ne peut se juger réellement que dans les formes concrètes par lesquelles elle se manifeste. L'allégresse, qui est la joie éprouvée simultanément dans le corps et l'esprit, ne comporte pas d'excès, mais le chatouillement peut apporter une joie mauvaise par ses débordements.
Il existe en revanche des affects toujours mauvais, comme la haine, car dans son principe comme dans ses effets, elle contrarie les aspirations constitutives de l'homme, la recherche du bonheur, pour celui qui hait comme pour l'objet de la haine. En revanche, la générosité représente une vertu sociale, bonne pour l'individu comme pour la collectivité, car elle dénoue les rapports conflictuels.
Les affects ne régentent pas de manière absolue les conduites humaines. La raison n'aide à les contrôler que dans la mesure où elle parvient à se les représenter correctement et à agir en conséquence, mais nombreux sont les cas où elle demeure impuissante. La crainte, qui invite à fuir une réalité jugée négative, est nécessairement un signe de limitation de la liberté qui suppose cependant une idée du bien et du mal. Agir rationnellement suppose de se régler sur la poursuite du bonheur, d'être actif et non passif. La condamnation d'un homme ne doit pas s'effectuer par vengeance mais pour la collectivité.
À la fin de cette partie, dans les propositions 67 à 73, Spinoza décrit ce que serait un homme libre : une personne qui désire avant tout les valeurs les plus profitables à la vie et qui s'efforce pour cela de questionner sans cesse le réel pour s'y conformer et s'y épanouir. Le philosophe déclare qu'un « homme libre ne pense rien moins qu'à la mort » et que sa sagesse consiste en une « méditation de la vie ». Vivre implique de ne pas se laisser paralyser par le terme de l'existence mais plutôt de regarder la mort comme une modification du corps. L'homme libre ne concevrait pas non plus de notion de bien et de mal, car il ne chercherait que ce que lui suggère son désir, le conatus, ne posant pas l'objet désiré comme un absolu.
L'attitude rationnelle suppose également d'agir avec prudence, aussi bien par son comportement que dans la relation avec autrui, ce qui implique de préférer la compagnie des hommes libres, de fait serviables et honnêtes au vu des démonstrations précédentes, à celles des ignorants. Cette conclusion tend à faire d'un tel idéal une abstraction élitiste. Néanmoins, Spinoza précise que cette réserve ne vaut que dans la mesure où elle ne renvoie pas à une exclusion méprisante mais plutôt à une volonté de préservation et de bienveillance. L'homme libre cherche avant tout l'amitié la plus solide, non les conflits, les propositions inconvenantes et les relations de servitude. Il ne souhaite pas non plus porter préjudice à autrui, car cela reviendrait à admettre l'opportunité de l'injustice, contraire à l'harmonie entre les hommes. La dernière proposition rappelle que l'émancipation passe par la vie en communauté, même si aucune garantie de liberté ne s'offre dans un monde dominé par les affects. Un appendice termine cette section par 32 courts chapitres qui résument le propos de manière plus pédagogique, avec des exemples pratiques.

### Libération de l'âme
Après cette description idéale de l'homme libre, Spinoza expose dans le dernier livre comment la puissance de la raison permet de tendre vers la liberté de l'âme et d'atteindre la béatitude. Il rappelle d'abord ses désaccords avec les stoïciens, qui affirment la force de la volonté, et avec Descartes. Il reproche notamment à ce dernier d'avoir émis l'hypothèse d'une glande pinéale dans lequel s'uniraient l'âme et le corps sans éclaircir la nature de cette union.
Les  vingt premières propositions expliquent comment la démarche rationnelle, le deuxième genre de connaissance, contribue de manière relative à remédier à l'emprise des passions. Cette démarche, qui s'inscrit dans la durée, s'apparente à un « traitement psychophysiologique de l'affectivité ». Avoir une idée claire et distincte d'un affect permet d'avoir un plus grand pouvoir sur lui, car cela revient à saisir ses causes et son caractère contingent ou nécessaire si c'est un évènement. L'activité rationnelle libère de la tyrannie des passions non en se débarrassant des affects, ce qui est impossible, mais en éclaircissant leur logique, leur nécessité, et en dissipant ainsi ce que l'homme recèle en lui de passif et de nocif. L'amour envers Dieu est la conséquence de cette recherche, car plus vaste est la connaissance des lois naturelles, plus grande est la puissance d'agir.

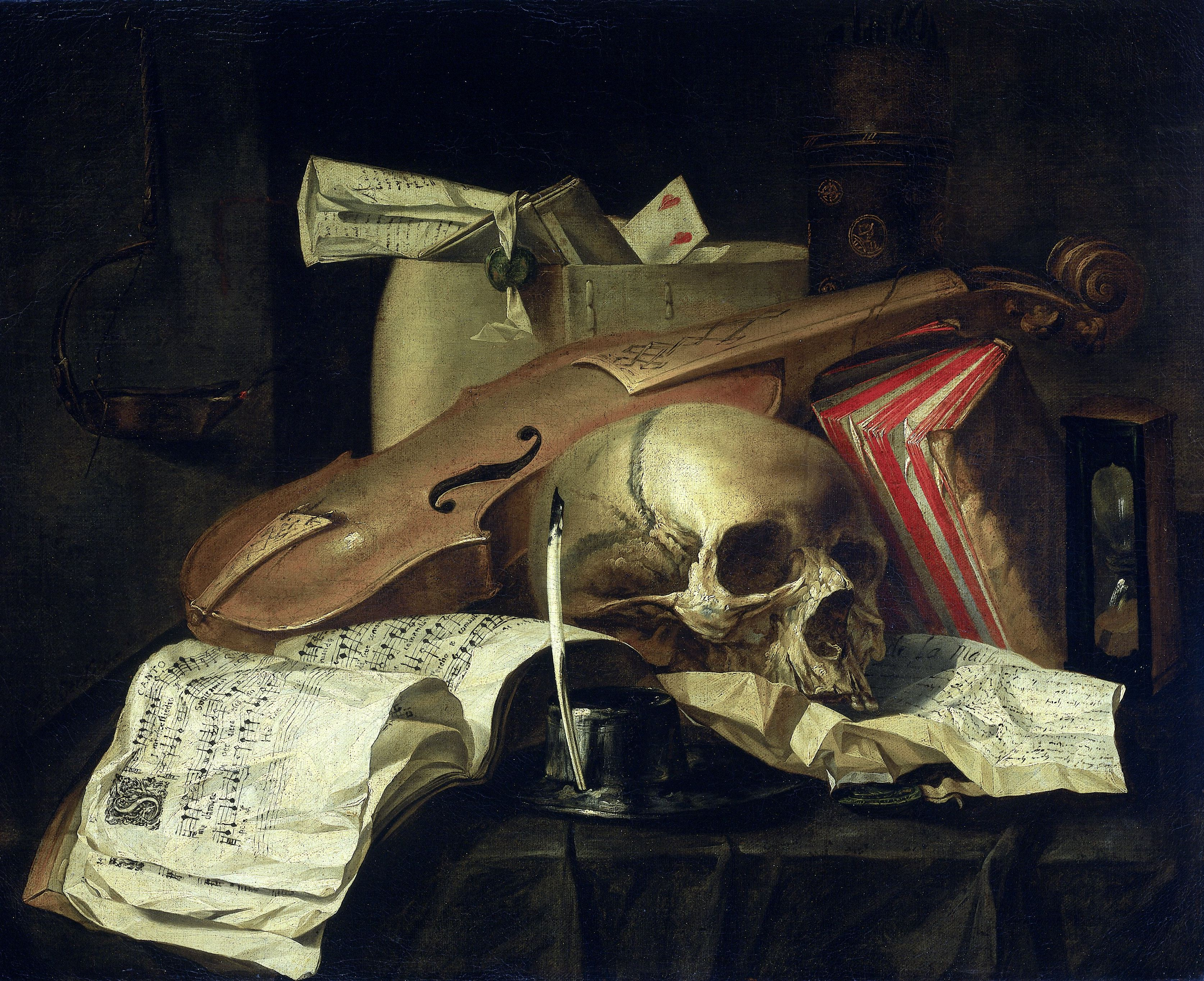
Vanité de N. L. Peschier (1660, Rijksmuseum). Selon Spinoza, la peur de mourir disparaît avec l'amour intellectuel de Dieu.

Définissant le terme de ce processus d'émancipation, les propositions 21 à 42 développent les aspects cognitifs et atemporels de la liberté de l'âme . Le troisième genre de connaissance, la science intuitive, s'accomplit quand l'homme arrive à regarder les choses sous le regard de l'éternité ( « sub specie aeternitatis »), autrement dit en saisissant l'essence des phénomènes, le caractère immuable de leurs propriétés . La scolie de la proposition 23, dans laquelle Spinoza affirme que « nous sentons pourtant que notre esprit, en tant qu'il enveloppe l'existence actuelle du corps sous l'aspect de l'éternité », exprime cette manière de connaître qui ne correspond pas aux raisonnements abstraits mais à l'intuition que la vérité s'enracine de manière concrète et personnelle dans la singularité des expériences. Découlant de cet accès intuitif à l'éternité, l'amour intellectuel de Dieu, détaché de tout lien avec le corps, réside dans cet élan de l'âme dans la compréhension intime de toute chose, non seulement dans leur généralité mais dans leur singularité même.  La science intuitive n'apporte aucune connaissance supplémentaire mais consiste dans une appréhension de la réalité qui réconcilie rationalité et affectivité.
La libération de l'âme se traduit par la disparition de la crainte de la mort, une plus grande maîtrise sur le corps et un déploiement de toutes ses potentialités. La proposition 41 établit que l'ignorance de l'éternité de l'âme n'empêche pas de s'engager sur la voie de la liberté en tenant pour premiers le courage et la générosité, conduites qui s'expliquent par la seule recherche de l’utile expliqué dans la partie précédente. La proposition 42, qui conclut l'Éthique, affirme que « La béatitude n’est pas la récompense de la vertu mais la vertu elle-même ; et ce n'est pas parce que nous réprimons les désirs capricieux que nous jouissons d'elle, c'est au contraire parce que nous jouissons d'elle que nous pouvons réprimer les désirs capricieux ». A contrario d'une morale du renoncement à l'instar des ascètes Spinoza défend l'idée que vivre libre suppose d'agir « artistiquement » sous la conduite de la raison au présent et en accord avec ce qui en nous échappe au temps. On peut le rapprocher à une sorte de « vivre conformément à la nature » c'est-à-dire la sienne, celle de Dieu et des choses, donc avoir des pensées adéquates sur celles-ci, pour atteindre la béatitude, qui est un état non une fin ou si on veut un moyen qui est à la fois sa propre fin et la liberté car la puissance d'agir augmente avec la puissance de connaître.

## Traductions en français
- 1842 : Émile Saisset chez Charpentier, d'après l'édition de l'Opera posthuma de 1677 [Amsterdam, Jan Rieuwertsz][61]
- 1880-1883 : Jules G. Prat chez Hachette[62] ; parties 1 et 2 seulement. Traduction complète publiée chez Allia (2019)[63].
- 1906 : Charles Appuhn en version bilingue chez Garnier Frères, révisée en 1934 d'après l'édition latine de Carl Gebhardt (1925)
- 1907 : Henri de Boulainvilliers (1658-1722) chez Armand Colin, édition de François Colonna d'Istria. Gianluca Mori a mis en cause l'attribution de cette traduction à Boulainvilliers[64].
- 1908 : Raoul Lantzenberg chez Flammarion
- 1930 : André Guérinot chez Pelletan-Helleu-Sergent, d'après l'édition latine de Carl Gebhardt, réédition Ivréa[65]
- 1954 : Roland Caillois chez Gallimard.
- 1988-1990 : Bernard Pautrat en édition bilingue chez Points Seuil.
- 1993 : Robert Misrahi aux Presses universitaires de France (PUF)
- 2005 : Robert Misrahi aux Éditions de l’Éclat.
- 2020: Pierre-François Moreau aux PUF, coll. « Épiméthée ».
- 2021: Maxime Rovere chez Flammarion.

#### Éditions
- Spinoza (présentation, traduction et notes par Charles Appuhn), Éthique, Flammarion, coll. « GF / Œuvres » (no 57), 1993, 382 p. (ISBN 978-2-08-070057-5, lire en ligne)
- Spinoza (trad. du latin, introduction, traduction, notes, commentaires et index Robert Misrahi), Éthique, Paris, Hachette, coll. « Livre de poche. Classiques de la philosophie », 2011, 627 p. (ISBN 978-2-253-08920-9)
- Spinoza (trad. du latin, présenté et traduit par Bernard Pautrat), Éthique, Paris, Seuil, coll. « Points », 2010, 713 p. (ISBN 978-2-7578-1937-1)
- Spinoza (trad. du latin, traduction de l’Éthique et du Traité de la réforme de l'entendement par Jean Paul Guastalla), Mettre les Neurones à l’Équerre suivi de l'Éthique, Paris, Les Editions du Net, 2017, 396 p. (ISBN 978-2-312-05588-6)

#### Études

##### Ouvrages
- Chantal Jaquet, Les expressions de la puissance d'agir selon Spinoza, Paris, Publications de la Sorbonne, coll. « Série Philosophie » (no 14), 2005, 304 p. (ISBN 978-2-85944-537-9, lire en ligne)
- Paolo Cristofilini, Chemins dans l'Ethique, Paris, Puf, coll. « Philosophies » (no 69), 1998, 136 p. (ISBN 978-2-13-047496-8)
- Gilles Deleuze, Spinoza : philosophie pratique, Paris, Minuit, coll. « Reprises » (no 4), 2003, 175 p. (ISBN 978-2-7073-1844-2)
- Bruno Giuliani, Le Bonheur avec Spinoza : l'Ethique reformulée pour notre temps, Paris, Almora, 2011, 254 p. (ISBN 978-2-35118-069-3)
- Martial Guéroult, Spinoza, vol. 1 : Dieu, Paris, Aubier, coll. « Analyse et raisons », 1968, 621 p. (ISBN 978-2-7007-3309-9, présentation en ligne)
- Martial Guéroult, Spinoza, vol. 2 : L'âme, Paris, Aubier, coll. « Analyse et raison », 1968, 392 p. (ISBN 978-2-7007-3310-5)
- Julie Henry, Spinoza, une anthropologie éthique : variations affectives et historicité de l'existence, Paris, Classique Garnier, coll. « Les anciens et les modernes, études de philosophie » (no 24), 2015, 517 p. (ISBN 978-2-8124-3720-5)
- Chantal Jaquet, Pascal Sévérac et Ariel Suhamy (dir.), Fortitude et servitude : lectures de l'Ethique IV de Spinoza, Paris, Kimé, coll. « Philosophie, épistémologie », 2003, 187 p. (ISBN 978-2-84174-298-1)
- Francis Kaplan, L'éthique de Spinoza et la méthode géométrique : introduction à la lecture de Spinoza, Paris, Flammarion, 1998, 234 p. (ISBN 978-2-08-067614-6)
- Pierre Macherey, Introduction à l'Éthique de Spinoza, La première partie : la nature des choses, Paris, Puf, coll. « Les grands livres de la philosophie », 1998, 224 p. (ISBN 978-2-13-049138-5)
- Pierre Macherey, Introduction à l'Éthique de Spinoza, La deuxième partie, la réalité mentale, Paris, Puf, coll. « Les grands livres de la philosophie », 1997, 424 p. (ISBN 978-2-13-048890-3)
- Pierre Macherey, Introduction à l'Éthique de Spinoza, La troisième partie, la vie affective, Paris, Puf, coll. « Les grands livres de la philosophie », 1998, 424 p. (ISBN 978-2-13-047374-9)
- Pierre Macherey, Introduction à l'Éthique de Spinoza, La quatrième partie, la condition humaine, Paris, Puf, coll. « Les grands livres de la philosophie », 1997, 448 p. (ISBN 978-2-13-048087-7)
- Pierre Macherey, Introduction à l'Éthique de Spinoza, La cinquième partie : les voies de la libération, Paris, Puf, coll. « Les grands livres de la philosophie », 1994, 240 p. (ISBN 978-2-13-046670-3)
- Robert Misrahi, 100 mots sur l'Ethique de Spinoza, Paris, Les empêcheurs de penser en rond, 2005, 408 p. (ISBN 978-2-84671-065-7)
- David Rabouin, Vivre ici : Spinoza, une éthique locale, Paris, Puf, coll. « Métaphysiques » (no 24), 2010, 190 p. (ISBN 978-2-13-057966-3, présentation en ligne)
- Maxime Rovere, Comment vivre : Spinoza : méthodes pour exister, Paris, CNRS éditions, 2010, 370 p. (ISBN 978-2-271-06767-8, présentation en ligne)

##### Articles
- Saverio Ansaldi, « Amour, perfection et puissance : un modèle de la nature humaine ? En marge de la cinquième partie de l'Ethique (Spinoza et G. Bruno) », Archives de philosophie, no 64,‎ 2001 (lire en ligne)

- Chantal Jaquet, « La spécificité de la conception spinoziste de l'éternité de l'esprit », Revue Philosophique de la France et de l'Étranger, no 185,‎ 1995, p. 229-237 (JSTOR 41097445)

- Karl Schuhmann, « Le concept de réflexion dans l'Éthique de Spinoza », Revue Philosophique de Louvain, vol. 65, no 88,‎ 1967, p. 449-466 (lire en ligne)

- André Tosel, « De la ratio à la scientia intuitiva ou la transition éthique infinie selon Spinoza », Philosophique, no 88,‎ 1998, p. 193-205 (lire en ligne)

- Alain Vuillot, « Amour et totalité dans l'éthique de Spinoza », Le Philosophoire, no 11,‎ 2000, p. 157-168 (DOI 10.3917/phoir.011.0157)